# Куан Ке Хюи
Куан Ке Хюи (вьет. Quan Kế Huy; род. 20 августа 1971, Сайгон, Южный Вьетнам), также известный как Джонатан Ке Кван (англ. Jonathan Ke Quan) — американский актёр, лауреат премии «Оскар». Снискал известность благодаря своим ролям в фильмах 1980-х годов: «Индиана Джонс и храм судьбы» (1984) и «Балбесы» (1985). В начале 2000-х годов Куан взял почти 20-летний актёрский перерыв, во время которого работал постановщиком трюков и помощником режиссёра. Вторая волна популярности пришла к нему после выхода фильма «Всё везде и сразу» (2022), за роль в котором он получил «Оскар» и «Золотой глобус» в категории «Лучший актёр второго плана».

## Биография
Родился 20 августа 1971 года в Сайгоне, Южный Вьетнам в китайской семье. Был вынужден покинуть страну, когда армия Республики Вьетнам потерпела поражение после падения Сайгона. Его семья получила политическое убежище в Соединённых Штатах Америки. У него восемь братьев и сестёр. Учился в старшей школе Маунт-Глисон в Туджунге, штат Калифорния, и в средней школе Алхамбры, штат Калифорния. Затем окончил факультет кинематографических искусств в Университете Южной Калифорнии. Позже учился в Манчестерском университете в Великобритании. Стал актёром в возрасте 12 лет, сыграв роль в фильме «Индиана Джонс и храм судьбы». В кастинге на эту роль также участвовал его брат.
Изучал тхэквондо под руководством Филиппа Тана на съёмочной площадке фильма «Индиана Джонс и храма судьбы», затем обучался у Таня Даоляна. Работал постановщиком трюков в фильмах «Люди Икс» (2000) и «Противостояние» (2001) в качестве ассистента постановщика боевых сцен Кори Юэня. Также работал первым ассистентом режиссёра в фильме Вонга Карвая «2046» (2006).
7 апреля 2022 года в российский прокат вышла фантастическая экшн-комедия «Всё везде и сразу» режиссёров Дэна Квана и Дэниела Шайнерта, снятая с участием Куана. Его герой перемещается между реальностями, чтобы убедить жену спасти мир.

## Фильмография

### Актёр
| Год       |    | Русское название                    | Оригинальное название                | Роль                              |
| --------- | -- | ----------------------------------- | ------------------------------------ | --------------------------------- |
| 1984      | ф  | Индиана Джонс и храм судьбы         | Indiana Jones and the Temple of Doom | Коротышка                         |
| 1985      | ф  | Балбесы                             | The Goonies                          | Дата                              |
| 1986      | ф  | —                                   | 糊涂妙贼小神偷                       | Маленький Гуань                   |
| 1986—1987 | с  | —                                   | Together We Stand                    | Cэм (19 эпизодов)                 |
| 1987      | ф  | Пассажир                            | パッセンジャー 過ぎ去りし日々        | Рик                               |
| 1990—1991 | с  | Староста класса                     | Head of the Class                    | Джаспер Квонг (27 эпизодов)       |
| 1991      | с  | Байки из склепа                     | Tales from the Crypt                 | Джош (эпизод «Undertaking Palor») |
| 1991      | ф  | Огнедышащий                         | Breathing Fire                       | Чарли Мур                         |
| 1992      | ф  | Замороженный калифорниец            | Encino Man                           | Ким                               |
| 1993      | с  | —                                   | 大太监与小木匠                       | Ба Дацзя                          |
| 1997      | ф  | Красный пират                       | 飛虎奇兵                             | Кван Чиа Чанг                     |
| 2002      | ф  | Вторая попытка                      | 無限復活                             | Син Вонг                          |
| 2021      | ф  | Охана: В поисках сокровища          | Finding ʻOhana                       | Джордж Фан                        |
| 2022      | ф  | Всё везде и сразу                   | Everything Everywhere All at Once    | Вэймонд Вонг                      |
| 2023      | с  | Американец китайского происхождения | American Born Chinese                | Фредди Вонг (8 эпизодов)          |
| 2023      | с  | Локи (2-й сезон)                    | Loki                                 | Уроборос                          |
| 2024      | мф | Кунг-фу панда 4                     | Kung Fu Panda 4                      | Хань                              |
| 2025      | мф | Зверополис 2                        | Zootopia 2                           | Гэри                              |
| 2025      | ф  | Любовь — боль                       | Love Hurts                           | Марвин Гейбл                      |
| 2025      | ф  | Электрический штат                  | The Electric State                   | доктор Амхерст                    |

### За кадром
| Год  |   | Русское название | Оригинальное название | Роль                                           |
| ---- | - | ---------------- | --------------------- | ---------------------------------------------- |
| 2000 | ф | Люди Икс         | X-Men                 | ассистент постановщика боевых сцен, переводчик |
| 2001 | ф | Противостояние   | The One               | ассистент постановщика экшн-сцен               |
| 2004 | ф | 2046             | 2046                  | первый ассистент режиссёра                     |